# 683 Lanzia
683 Lanzia је астероид главног астероидног појаса. Приближан пречник астероида је 83,04 ,
а средња удаљеност астероида од Сунца износи 3,114 астрономских јединица (АЈ).
Инклинација (нагиб) орбите у односу на раван еклиптике је 18,506 степени, а орбитални период износи 2007,545 дана (5,496 година). Ексцентрицитет орбите астероида износи 0,054.
Апсолутна магнитуда астероида износи 8,10 а геометријски албедо 0,147.
Астероид је откривен 23. јула 1909. године.